# This Charming Man
This Charming Man è un brano della band inglese The Smiths.
Pubblicato anche come singolo il 13 ottobre del 1983 dalla Rough Trade, il disco raggiunse la posizione numero 25 nella UK Singles Chart. 
Una nuova versione venne pubblicata dalla WEA nel 1992 e raggiunse la posizione numero 8 della classifica inglese di vendite, diventando così il singolo più venduto degli Smiths nel Regno Unito. Secondo una classifica stilata dalla rivista Mojo nel 2008, la canzone è posizionata al numero uno tra i 50 singoli indie rock inglesi di tutti i tempi.

## Realizzazione
All'inizio del 1983, le esibizioni live della band, cominciano a raccogliere le prime positive recensioni dalla stampa musicale e l'interesse da parte dei grandi mezzi di comunicazione. Tuttavia, il singolo di debutto Hand in Glove, non si rivela un grande successo di pubblico e critica ed il chitarrista, Johnny Marr, deluso da tutto ciò, si rimette al lavoro spinto dall'urgenza di pubblicare una nuova hit all'altezza delle aspettative.
La prima versione di This Charming Man (che poi verrà successivamente inclusa nella raccolte Hatful of Hollow, del 1984) venne registrata il 21 settembre del 1983, presso i Maida Vale Studios della BBC (con la produzione di Roger Pusey) per lo show radiofonico di John Peel e l'etichetta, positivamente impressionata dal risultato della session, suggerisce alla band di usare il brano come successivo singolo, al posto del previsto Reel Around the Fountain, anche per via dei presunti riferimenti alla pedofilia contenuti nel testo di quest'ultima.
Gli Smiths entrano allora nuovamente in studio (al Matrix di Londra), nel settembre del 1983, decisi a registrare una nuova versione del brano. Il risultato però, noto agli annali come London version, si dimostrò insoddisfacente e costrinse la band a tornare di nuovo in sala (questa volata allo Strawberry Studios di Stockport) per registrare una terza e definitiva versione, nell'ottobre del 1983.
Grazie a questo singolo, gli Smiths, diventano la prima band indipendente a comparire su Top of the Pops, il 24 novembre del 1983, dove la band si esibisce in playback, con Morrissey che trascorre tutto il tempo agitando un mazzo di gladioli in aria.
"A quel tempo, avevamo questo dilemma se andare o no a Top of the Pops, probabilmente influenzati dal fatto che i Clash si erano rifiutati di farlo." rivela anni dopo Johnny Marr, in un'intervista concessa al The Guardian "Ma noi facevamo parte di una generazione nuova e sembrava ci fossero nuove regole. Inoltre, quando eravamo bambini, il giorno in cui andava in onda Top of the Pops era per noi uno dei giorni più importanti della settimana e improvvisamente ci siamo trovati qui. Tutti ricordano i fiori Morrissey. Avevamo portato i gladioli per la prima volta sul palco del Hacienda, circa un anno prima, per contrastare l'onnicomprensiva estetica austera della Factory Records. La gente ha pensato che fosse un omaggio ad Oscar Wilde. I fiori resero il palco molto insidioso, se si indossavano dei mocassini, ma sono diventati emblematici, iconici. Morrissey faceva un utilizzo di quei gladioli in un modo che era lontano da quello dei folletti, quasi brandendoli. Lui metteva lo sfarzo, il resto di noi indossava maglioni e dava un aspetto di band di strada. Avevamo avuto un anno di rifiuti, passato in trincea, nulla ci era stato consegnato su un piatto d'argento, ed eravamo pronti. Da lì in poi abbiamo cercato di rendere ogni apparizione televisiva uno spettacolo: da Morrissey che si tirava fuori la camicia, alle cose scritte sul petto, fino all'apparecchio acustico."

## Testo
Riguardo al testo, Morrissey, ha dichiarato che la canzone "si riferisce ad un personaggio dei bassifondi. Sono certo che ci sono cose peggiori che essere un parvenu, ma all'epoca This Charming Man mi sembrava una frase molto ritmata. In realtà era soltanto una collezione di frasi che erano molto importanti per me. Sembravano cucirsi insieme perfettamente sotto l'ombrello di This Charming Man."
Il verso nodale del brano I would go out tonight But I haven't got a stich to wear ('vorrei uscire stasera ma non ho niente da indossare') deriva dal racconto A Taste of Honey, della scrittrice Shelagh Delaney ma, sempre secondo il cantante, intervistato dalla rivista Undress, nel 1984, attinge dalla sua esperienza diretta: "Per anni e anni non ho mai avuto un lavoro o denaro e, di conseguenza non ho mai avuto vestiti di sorta. Scoprivo che in quelle rare occasioni in cui venivo invitato in qualche posto, mi ritrovavo sempre seduto a dire a me stesso: Santo cielo, non potrò mai andarci stasera perché non ho alcun abito... Non ho scarpe. Così mi perdevo tutti quei party disgustosi. Si trattava in realtà di una vera e propria benedizione."
Come in molte altre composizioni di Morrissey, anche questo testo presenta un dialogo preso in prestito da un film di culto. Il verso A jumped-up pantry boy è, infatti, un riferimento a Gli insospettabili, film con Laurence Olivier e Michael Caine e sceneggiato da Anthony Shaffer: in un dialogo del film Olivier accusa Caine, minacciandolo con un'arma, di essere a jumped-up pantry boy who doesn't know his place.

## Copertina e video
"Siamo interessati alla bellezza, perché può essere molto positiva. È bello essere associati a cose non-violente. Preferiamo Cocteau invece di bottiglie rotte, o qualsiasi altro tipo di pacchianeria." (Morrissey intervistato dal The Sunday, 1984)
La copertina del singolo è una foto dell'attore francese Jean Marais tratta dal film Orfeo, diretto da Jean Cocteau nel 1949. Sul vinile dei 7" e del 12" sono incise, rispettivamente, le frasi: SLAP ME ON THE PATIO e WILL NATURE MAKE A MAN OF ME YET.
Due video promozionali vennero realizzati per This Charming Man. Il primo girato dallo show televisivo britannico The Tube, e mostra la band che interpreta la canzone in una stanza vuota. L'altro video, simile al primo, venne girato durante il programma televisivo Riverside (il 7 novembre 1983) ed utilizzato come promo dalla WEA per la promozione della ristampa del singolo, nel 1992. Mostra (anche qui) gli Smiths mentre suonano in una stanza con il pavimento disseminato di fiori e con Morrissey che agita un mazzo di gladioli.

## Tracce
- UK 7"

1. This Charming Man - 2:41
2. Jeane - 3:02

- UK 12"

1. This Charming Man (Manchester version) - 2:41
2. This Charming Man (London version) - 2:47
3. Accept Yourself - 3:55
4. Wonderful Woman - 3:08

### Ristampa 1992
- UK 7"

1. This Charming Man - 2:41
2. Jeane - 3:02

- UK CD numero 1

1. This Charming Man (Manchester version) - 2:41
2. Jeane - 3:02
3. Wonderful Woman - 3:08
4. Accept Yourself - 3:55

- UK CD numero 2

1. This Charming Man (Manchester version) - 2:41
2. This Charming Man (London version) - 2:47
3. This Charming Man (New York vocal) - 5:33
4. This Charming Man (New York instrumental) - 4:17
5. This Charming Man (Peel Session, 21 settembre 1983) - 2:42
6. This Charming Man (single remix) - 2:44
7. This Charming Man (original single version) - 2:41

## Formazione
- Morrissey – voce
- Johnny Marr – chitarra, pianoforte
- Andy Rourke – basso
- Mike Joyce – batteria